# Matankari
 (novembre 2021).
Si vous disposez d'ouvrages ou d'articles de référence ou si vous connaissez des sites web de qualité traitant du thème abordé ici, merci de compléter l'article en donnant les références utiles à sa vérifiabilité et en les liant à la section « Notes et références ».
Matankari est une commune rurale nigérienne située à environ 15 km au Nord de Dogondoutchi et à proximité de Bagagi à environ 9 km , dans le département de Dogondoutchi et dans la région de Dosso. Matankari compte environ 11 400 habitants. Elle est la capitale historique de l'Aréwa.

## Géographie
La commune est implantée dans une vallée de la zone sahélienne. Les communes voisines sont Soucoucoutane au nord-ouest, Dogonkiria au nord-est, Dan-Kassari au sud-est et la capitale départementale, Dogondoutchi, au sud-ouest. 
La localité de Matankari est située sur la route nationale 36 (axe Dogondoutchi-Tébaram) à 15 km au nord du chef-lieu départemental Dogondoutchi.  
| Tondikandia | Soucoucoutane | Dogonkiria  |
| Loga        | Matankari     | Dan-Kassari |
| Falouel     | Dogondoutchi  |             |

La municipalité compte 32 villages, 221 hameaux et 5 campements des touaregs et/ou peulhs. Matankari revendique en outre deux colonies dans la paroisse voisine de Dogonkiria et à l'inverse, la communauté voisine de Soucoucoutane revendique cinq implantations à Matankari. La ville principale de la commune rurale de Matankari est la ville de Matankari. Le 4e degré de longitude longe la limite ouest de la ville principale. À l'ouest de la ville principale s'étend la grande vallée sèche périodiquement irriguée de Dallol Maouri. La commune est à haut risque d'inondation.

### Administration
Matankari, chef-lieu de la commune rurale de Matankari, est subdivisée en six quartiers : Bilawa, Bozaraoua, Danleïni, Gabass, Guébé, et Sabongari (Chare Kazamna) et un (tribu) touareg dénommé Imannan.

### Toponymie et histoire

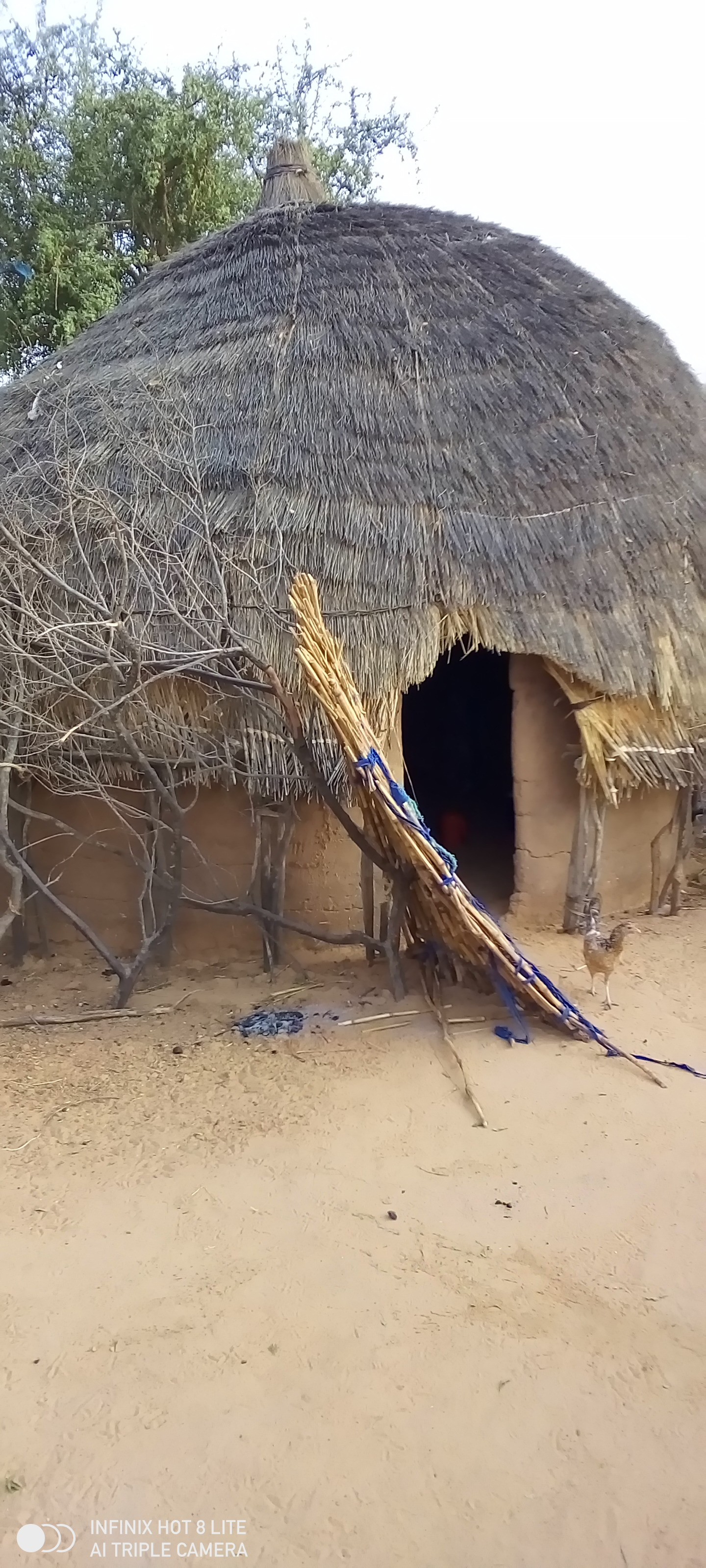
Une case dans le village de Karki dan Takouda.

Le toponyme Matankari vient de « Mato n'Gari », qui signifie « village de Mato ». De 1767 à 1786, Mato était souverain d'Aréwa, l'empire Mahouri, un sous-groupe des Haoussas. Le titre des souverains d'Aréwa était « serki n'Aréwa ».

### Économie et infrastructures
La commune rurale de Matankari est située dans une zone pluviale propice à l'agriculture. Il y a un marché au bétail dans le village de Bagagi et un marché local hebdomadaire animé tous les mercredis. Le marché hebdomadaire du village de Matankari est animé tous les dimanches
Il existe plusieurs infrastructures comme le Centre de santé intégré (CSI) situé dans le village de Birnin Lokoyo, le Centre d'enseignement général (CEG) de Matankari, situé dans le village de Bagagi, et les villages des tribus Peulh abritent des écoles secondaire et primaire. Enfin, le Centre de formation aux métiers de Matankari (CFM Matankari) propose des formations en économie familiale, menuiserie, mécanique automobile et couture.

### Politique
Le conseil municipal compte 18 membres élus aux élections locales de 2020, avec douze sièges répartis comme suit : 6 MPN-Kiishin Kassa, 5 PNDS-Tarayya et 1 MNSD-Nassara.